# Stephen Sanford

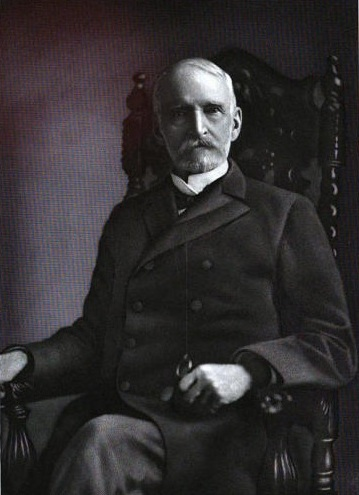
Stephen Sanford

Stephen Sanford (* 26. Mai 1826 in Mayfield, New York; † 13. Februar 1913 in Amsterdam, New York) war ein US-amerikanischer Politiker. Zwischen 1869 und 1871 vertrat er den Bundesstaat New York im US-Repräsentantenhaus. Der Kongressabgeordnete John Sanford (1803–1857) war sein Vater und der Kongressabgeordnete John Sanford (1851–1939) sein Sohn.

## Werdegang
Stephen Sanford besuchte Gemeinschaftsschulen und die lokale Akademie in Amsterdam. Dann ging er zwei Jahre lang auf das Georgetown College in Washington, D.C. und später auf die United States Military Academy in West Point. Als Hersteller von Teppichen war er von 1844 bis zu seinem Tod tätig. Politisch gehörte er der Republikanischen Partei an.
Bei den Kongresswahlen des Jahres 1868 für den 41. Kongress wurde Sanford im 18. Wahlbezirk von New York in das US-Repräsentantenhaus in Washington D.C. gewählt, wo er am 4. März 1869 die Nachfolge von James M. Marvin antrat. Da er auf eine erneute Kandidatur im Jahr 1870 verzichtete, schied er nach dem 3. März 1871 aus dem Kongress aus.
Als Delegierter nahm er 1876 an der Republican National Convention in Cincinnati teil. Er verstarb am 13. Februar 1913 in Amsterdam und wurde dann auf dem Green Hill Cemetery beigesetzt.